# Coenraad Zijtsema
Coenraad Zijtsema (* 15. Juli 1702 in Leer; † 28. April 1788 ebenda) war ein Leinereeder und Schiffsreeder in Leer.

## Leben
Zijtsema wurde 1702 als Sohn des Webermeister Kaspar Conrads Zijtsema geboren. Die Familie stammte wahrscheinlich aus der Provinz Groningen und gehörte zu den Mennoniten in Leer. Durch die Heirat mit seiner zweiten Frau, der Mennonitin Maria van Hoorn, verband sich Zijtsema verwandtschaftlich mit den angesehenen Leeraner Leinenreedern van Hoorn und Vissering.
Zijtsema war Mitbegründer der Firma Zijtsema & Companie. Das Unternehmen importierte Leinsaat aus dem Baltikum. Später wurde das Angebot um Branntwein, Kaffee und Tabak erweitert und man engagierte sich als Schiffsreeder.